# Charles Sweeney
Charles W. Sweeney (ur. 27 grudnia 1919 w Lowell, zm. 16 lipca 2004 w Bostonie) – generał major United States Air Force, pilot bombowca, który zrzucił bombę atomową na Nagasaki.

## Zarys biografii
9 sierpnia 1945, trzy dni po zrzuceniu bomby na Hiroszimę Sweeney pilotował bombowiec Bockscar (B-29 Superfortress) i zrzucił bombę atomową na Nagasaki (początkowym celem była Kokura, ale cel zmieniono ze względu na złe warunki atmosferyczne). Była to pierwsza bomba, którą Sweeney zrzucił w akcji bojowej na wroga – wcześniej jedynie szkolił pilotów i uczestniczył w lotach testowych. Eksplozja bomby zabiła ponad 74 tys. osób i zniszczyła ok. 60% miasta.
Po II wojnie światowej Sweeney kontynuował karierę wojskową, awansując w 1956 do stopnia generała brygady (ang. Brigadier General). Na emeryturę przeszedł w 1976 w randze generała majora (Major General). Do końca życia bronił decyzji o użyciu broni atomowej, czemu dał wyraz w swojej książce pt. War's End: An Eyewitness Account of America's Last Atomic Mission.
Odznaczony m.in. Srebrną Gwiazdą i Medalem Lotniczym.
Zmarł w szpitalu w Bostonie w wieku 84 lat.